# Heterosyllis brachiata
Heterosyllis brachiata är en ringmaskart som beskrevs av Claparede 1863. Heterosyllis brachiata ingår i släktet Heterosyllis och familjen Syllidae. Inga underarter finns listade i Catalogue of Life.